# Bungo-Ōno
Bungo-Ōno (豊後大野市?) è una città giapponese della prefettura di Ōita.